# La Dolores (pel·lícula de 1940)
La Dolores és una pel·lícula espanyola de 1940 dirigida per Florián Rey, glossant per enèsima vegada el mite de “La Dolores”.

## Sinopsi
Una jove maca i d'una veu preciosa treballa servint en una fonda. El barber del poble i el llaurador més ric de la comarca li fan la cort però un dia es presenta en la fonda Lázaro, un jove estudiant que s'enamora de la noia i és correspost. El barber rebutjat li treu una cobla que taca el seu honor i tots ja la canten.

## Repartiment
- Concha Piquer 	... 	Dolores
- Manuel Luna Baños... 	Melchor
- Ricardo Merino 	... 	Lázaro
- Ana Adamuz ... 	Gaspara
- Juan Calvo 	... 	Fede, funcionari d'Hisenda
- María Luisa Gerona 	... 	Catalina
- Manuel Gonzalo 	...
- Manuel González 	... 	Patricio
- Pablo Hidalgo 	... 	Mayoral
- Guadalupe Muñoz Sampedro... 	Senyora Sánchez
- Nicolás D. Perchicot ... 	Profesdor
- Fernando Rey 	... 	Extra

## Premis
Va rebre el premi a la millor pel·lícula als Premis del Sindicat Nacional de l'Espectacle de 1941.